# Arizona Diamondbacks
De Arizona Diamondbacks is een Amerikaanse honkbalclub uit Phoenix, Arizona. De club werd in 1998 opgericht en komt uit in de Western Division van de National League van de MLB. De naam is afgeleid van de "diamondback", een ratelslang die veel in Arizona voorkomt.

Cap Logo

De Diamondbacks hebben één keer de World Series gewonnen, in 2001, waarbij de New York Yankees in 7 wedstrijden werden verslagen. Tijdens deze series werden de pitchers Randy Johnson en Curt Schilling beiden tot MVP uitgeroepen. De Diamondbacks waren de jongste MLB franchise ooit die het kampioenschap behaalde.
In 2023 werd verrassend voor de tweede maal in het bestaan van de Diamondbacks de World Series bereikt. Tegenstanders waren de Texas Rangers, die de series met 4-1 wonnen.
De thuiswedstrijden van de Diamondbacks worden gespeeld op Chase Field (oorspronkelijk Bank One Ballpark).

## Diamondbacks Hall Of Fame
Tussen haakjes: jaren actief bij de club.
Speler
- Roberto Alomar (2004)
- Randy Johnson (1999 - 20024, 2007 - 2008)[1]

Manager
- Alan Trammell (2014)

## Contact
- Arizona Diamondbacks, Chase Field, 401 East Jefferson Street, Phoenix, AZ 85004 (U.S.A.)

## Front Office
- Managing General Partner / Principal Owner: Ken Kendrick
- President & CEO: Derrick Hall
- Manager: Torey Lovullo
- General Manager: Mike Hazen
- President of Baseball Operations: Mike Hazen

## Erelijst
- Winnaar World Series (1×): 2001
- Runners-up World Series (1×): 2023
- Winnaar National League (2×): 2001, 2023
- Winnaar National League West (5×): 1999, 2001, 2002, 2007, 2011
- Winnaar National League Wild Card (van 1994 t/m heden) (1×): 2017
- National League Wild Card Game (van 2012 t/m 2019 en 2021) (1×): 2017
- National League Wild Card Series (2020 en sinds 2022) (1×): 2023

## Seizoensoverzicht
Afkortingen awards: CBPOY = Comeback Player of the Year Award / CYA = Cy Young Award / MOY = Manager of the Year Award / MVP = Most Valuable Player Award / ROY = Rookie of the Year Award
| Seizoen              | Niveau | League | Divisie | Eindstand | Gewonnen | Verloren | Win. Percentage | Achterstand | Postseason (Playoffs)                                                               | Awards                                               |
| -------------------- | ------ | ------ | ------- | --------- | -------- | -------- | --------------- | ----------- | ----------------------------------------------------------------------------------- | ---------------------------------------------------- |
| Arizona Diamondbacks |        |        |         |           |          |          |                 |             |                                                                                     |                                                      |
| 1998                 | MLB    | NL     | West    | 5         | 65       | 97       | .401            | 33          | -                                                                                   | -                                                    |
| 1999                 | MLB    | NL     | West    | 1         | 100      | 62       | .617            | -           | NLDS vs. Mets 1-3                                                                   | Randy Johnson (CYA)                                  |
| 2000                 | MLB    | NL     | West    | 3         | 85       | 77       | .525            | 12          | -                                                                                   | Randy Johnson (CYA)                                  |
| 2001                 | MLB    | NL     | West    | 1         | 92       | 70       | .568            | -           | NLDS vs. Cardinals 3-2 NLCS vs. Braves 4-1 WS vs. Yankees 4-3                       | Randy Johnson (CYA & WS MVP) Curt Schilling (WS MVP) |
| 2002                 | MLB    | NL     | West    | 1         | 98       | 64       | .605            | -           | NLDS vs. Cardinals 0-3                                                              | Randy Johnson (CYA)                                  |
| 2003                 | MLB    | NL     | West    | 3         | 84       | 78       | .519            | 16½         | -                                                                                   | -                                                    |
| 2004                 | MLB    | NL     | West    | 5         | 51       | 111      | .315            | 42          | -                                                                                   | -                                                    |
| 2005                 | MLB    | NL     | West    | 2         | 77       | 85       | .475            | 5           | -                                                                                   | -                                                    |
| 2006                 | MLB    | NL     | West    | 4         | 76       | 86       | .469            | 12          | -                                                                                   | Brandon Webb (CYA)                                   |
| 2007                 | MLB    | NL     | West    | 1         | 90       | 72       | .556            | -           | NLDS vs. Cubs 3-0 NLCS vs. Rockies 0-4                                              | Bob Melvin (MOY)                                     |
| 2008                 | MLB    | NL     | West    | 2         | 82       | 80       | .506            | 2           | -                                                                                   | -                                                    |
| 2009                 | MLB    | NL     | West    | 5         | 70       | 92       | .432            | 25          | -                                                                                   | -                                                    |
| 2010                 | MLB    | NL     | West    | 5         | 65       | 97       | .401            | 27          | -                                                                                   | -                                                    |
| 2011                 | MLB    | NL     | West    | 1         | 94       | 68       | .580            | -           | NLDS vs. Brewers 2-3                                                                | Kirk Gibson (MOY)                                    |
| 2012                 | MLB    | NL     | West    | 3         | 81       | 81       | .500            | 13          | -                                                                                   | -                                                    |
| 2013                 | MLB    | NL     | West    | 2         | 81       | 81       | .500            | 11          | -                                                                                   | -                                                    |
| 2014                 | MLB    | NL     | West    | 5         | 64       | 98       | .395            | 30          | -                                                                                   | -                                                    |
| 2015                 | MLB    | NL     | West    | 3         | 79       | 83       | .488            | 13          | -                                                                                   | -                                                    |
| 2016                 | MLB    | NL     | West    | 4         | 69       | 93       | .426            | 22          | -                                                                                   | -                                                    |
| 2017                 | MLB    | NL     | West    | 2         | 93       | 69       | .574            | 11          | NLWC vs. Rockies 1-0 NLDS vs. Dodgers 0-3                                           | Torey Lovullo (MOY)                                  |
| 2018                 | MLB    | NL     | West    | 3         | 82       | 80       | .506            | 9½          | -                                                                                   | -                                                    |
| 2019                 | MLB    | NL     | West    | 2         | 85       | 77       | .525            | 21          | -                                                                                   | -                                                    |
| 2020                 | MLB    | NL     | West    | 5         | 25       | 35       | .417            | 18          | -                                                                                   | -                                                    |
| 2021                 | MLB    | NL     | West    | 5         | 52       | 110      | .321            | 55          | -                                                                                   | -                                                    |
| 2022                 | MLB    | NL     | West    | 4         | 74       | 88       | .457            | 37          | -                                                                                   | -                                                    |
| 2023                 | MLB    | NL     | West    | 2         | -        | -        | .-              | -           | NLWCS vs. Brewers 2-0 NLDS vs. Dodgers 3-0 NLCS vs. Phillies 4-3 WS vs. Rangers 1-4 | -                                                    |